# Курт Мештер
Курт Мештер (нім. Kurt Moeschter, 28 березня 1903 — 26 червня 1959) — німецький академічний веслувальник.
Олімпійський чемпіон 1928 року в складі розпашної двійки без стернового.